# نیوری (کارولینای جنوبی)
{{Infobox settlement
|official_name=نیوری، کارولینای جنوبی
|settlement_type=حوزه سرشماری
|nickname=
|motto=

|image_skyline=Newry Mill 1998.jpg
|imagesize=250px
|image_caption=Newry Mill
|image_flag=
|image_seal=

|image_map=Oconee County South Carolina incorporated and unincorporated areas Newry highlighted.svg
|mapsize=260px
|map_caption=موقعیت نیوری، کارولینای جنوبی در نقشه

|subdivision_type=کشور
|subdivision_name= ایالات متحده آمریکا
|subdivision_type1=ایالت
|subdivision_name1=کارولینای جنوبی
|subdivision_type2=شهرستان
|subdivision_name2=شهرستان اوکونی، کارولینای جنوبی

|government_footnotes=
|government_type=
|leader_title=
|leader_name=
|leader_title1=
|leader_name1=
|established_title=
|established_date=

|unit_pref=Imperial
|area_footnotes=
|area_magnitude=
|area_total_km2=۱٫۰
|area_land_km2=۱٫۰
|area_water_km2=۰٫۰
|area_total_sq_mi=۰٫۴
|area_land_sq_mi=۰٫۴
|area_water_sq_mi=۰٫۰

|population_as_of=سرشماری ۲۰۱۰ ایالات متحده آمریکا
|population_footnotes=
|population_total=۱۷۲
|population_density_km2=۱۷۲
|population_density_sq_mi=۴۳۰

|timezone=منطقه زمانی شرقی
|utc_offset=-۵
|timezone_DST=EDT
|utc_offset_DST=-۴
|elevation_footnotes=
|elevation_m=۲۱۰
|elevation_ft=۶۹۰
|coordinates=۳۴°۴۳′۳۳″ شمالی ۸۲°۵۴′۲۵″ غربی / ۳۴٫۷۲۵۸۳°شمالی ۸۲٫۹۰۶۹۴°غربی
|postal_code_type=زیپ‌کد
|postal_code=۲۹۶۶۵
|area_code=864
|blank_name=
|blank_info=
|blank1_name=
|blank1_info=
|website=
|footnotes=
موقعیتBroadway, River Ridge Rd. , South, Branch, and Palmetto Aves. , Newry, South Carolinaمختصات ۳۴°۴۳′۲۸″ شمالی ۸۲°۵۴′۳۲″ غربی / ۳۴٫۷۲۴۴۴°شمالی ۸۲٫۹۰۸۸۹°غربیمشاحت۱۱۷ جریب فرنگی (۴۷ هکتار)ساخت۱۸۹۳معمارWhaley, W.B.S. , et al.سبک معماریLate Gothic Revivalش. منبع ثبت ملی82003897افزوده‌شده به
فهرست ملیMarch 19, 1982
نیوری (به انگلیسی: Newry) یک منطقهٔ مسکونی در ایالات متحده آمریکا است که در شهرستان اوکونی، کارولینای جنوبی واقع شده‌است. نیوری ۱٫۰ کیلومتر مربع مساحت و ۱۷۲ نفر جمعیت دارد و ۲۱۰ متر بالاتر از سطح دریا واقع شده‌است.